# Тераса печерна

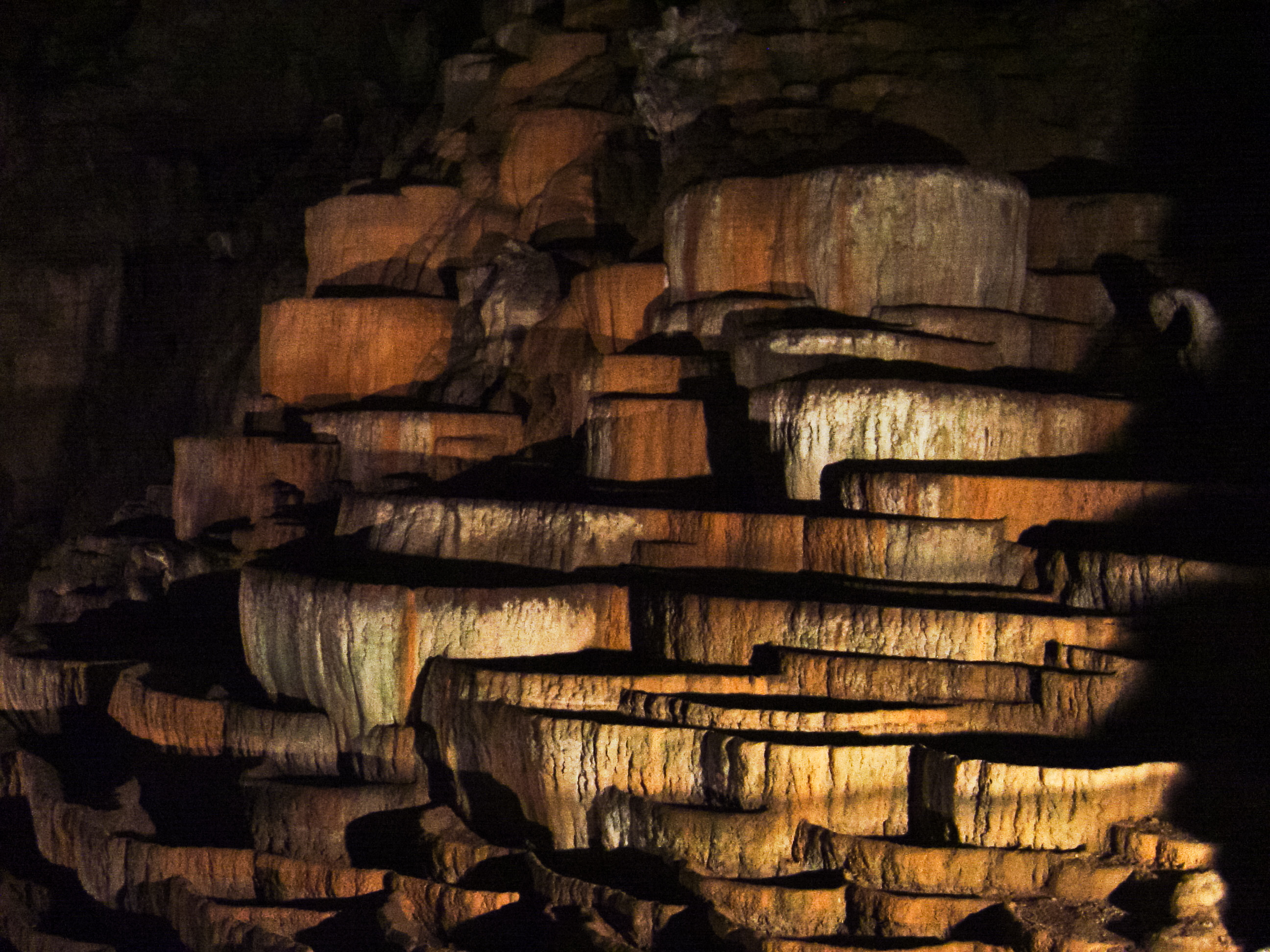
Тераси осадженого карбонату кальцію. Шкоцянські печери. Західна Словенія.

Тераса печерна (рос. терраса пещерная, англ. cave terrace, нім. höhle Terrasse f) – утворюється при зниженні рівня печерної річки внаслідок кліматичних причин [Максимович, 1963], при утворенні печерних меандр [Mezusi, 1976], а також при послідовному формуванні серії натічних гребель [Hill, Forti, 1986].